# Ulf Eriksson (författare, född 1958)
Ulf Nils Erik Eriksson, född 8 februari 1958 i Högdalen i södra Stockholm, är en svensk författare, kritiker och översättare.

## Biografi
Eriksson utbildade sig till arkeolog och har medverkat som kritiker i bland annat Bonniers litterära magasin och Expressen. Eriksson har varit verksam i ett flertal litterära genrer. Han debuterade med Varelser av gräs år 1982 och har givit ut en rad diktsamlingar, romaner och novellsamlingar samt essäistik och kritik. Erikssons verk karaktäriseras av en stark rumskänsla, intellektuell reflektion och ett virtoust bildspråk. Hans senare novellkonst förenar absurdism med samhällskritik och frihetsbudskap. Hans poesi är översatt till ett dussin språk. 
Som kritiker i bland annat Svenska Dagbladet har han specialiserat sig på spanskspråkig litteratur. Han översätter och introducerar litteratur från spanska. Eriksson har även varit handledare i litterär gestaltning vid Göteborgs universitet och var med och startade Fria seminariet i litterär kritik (FSL) tillsammans med bland andra poeten Magnus William-Olsson.
Han har tilldelats bland annat Doblougska priset, Göteborgs-Postens litteraturpris, Karl Vennbergs pris och Gerard Bonniers pris.

## Priser och utmärkelser
- 1986 – Stig Carlson-priset
- 1986 – Albert Bonniers stipendiefond för yngre och nyare författare
- 1993 – Bernspriset
- 1995 – Obstfelderpriset
- 1998 – Doblougska priset
- 2002 – Göteborgs-Postens litteraturpris
- 2003 – Gerard Bonniers lyrikpris
- 2005 – Signe Ekblad-Eldhs pris
- 2006 – Karl Vennbergs pris
- 2006 – Ludvig Nordström-priset
- 2010 – Gerard Bonniers pris
- 2013 – Läsarnas Sveriges medalj[2]
- 2017 – Svenska Akademiens kritikerpris